# Frullanoides liebmanniana
Frullanoides liebmanniana là một loài Rêu trong họ Lejeuneaceae. Loài này được (Lindenb. & Gottsche) Slageren mô tả khoa học đầu tiên năm 1985.